# Gle Beutong (berg)
Gle Beutong är ett berg i Indonesien.   Det ligger i provinsen Aceh, i den västra delen av landet, 1 800 km nordväst om huvudstaden Jakarta. Toppen på Gle Beutong är 562 meter över havet, eller 98 meter över den omgivande terrängen. Bredden vid basen är 0,84 km.
Terrängen runt Gle Beutong är varierad.Runt Gle Beutong är det ganska tätbefolkat, med 58 invånare per kvadratkilometer. I omgivningarna runt Gle Beutong växer i huvudsak städsegrön lövskog.